# Massaker von Dinant

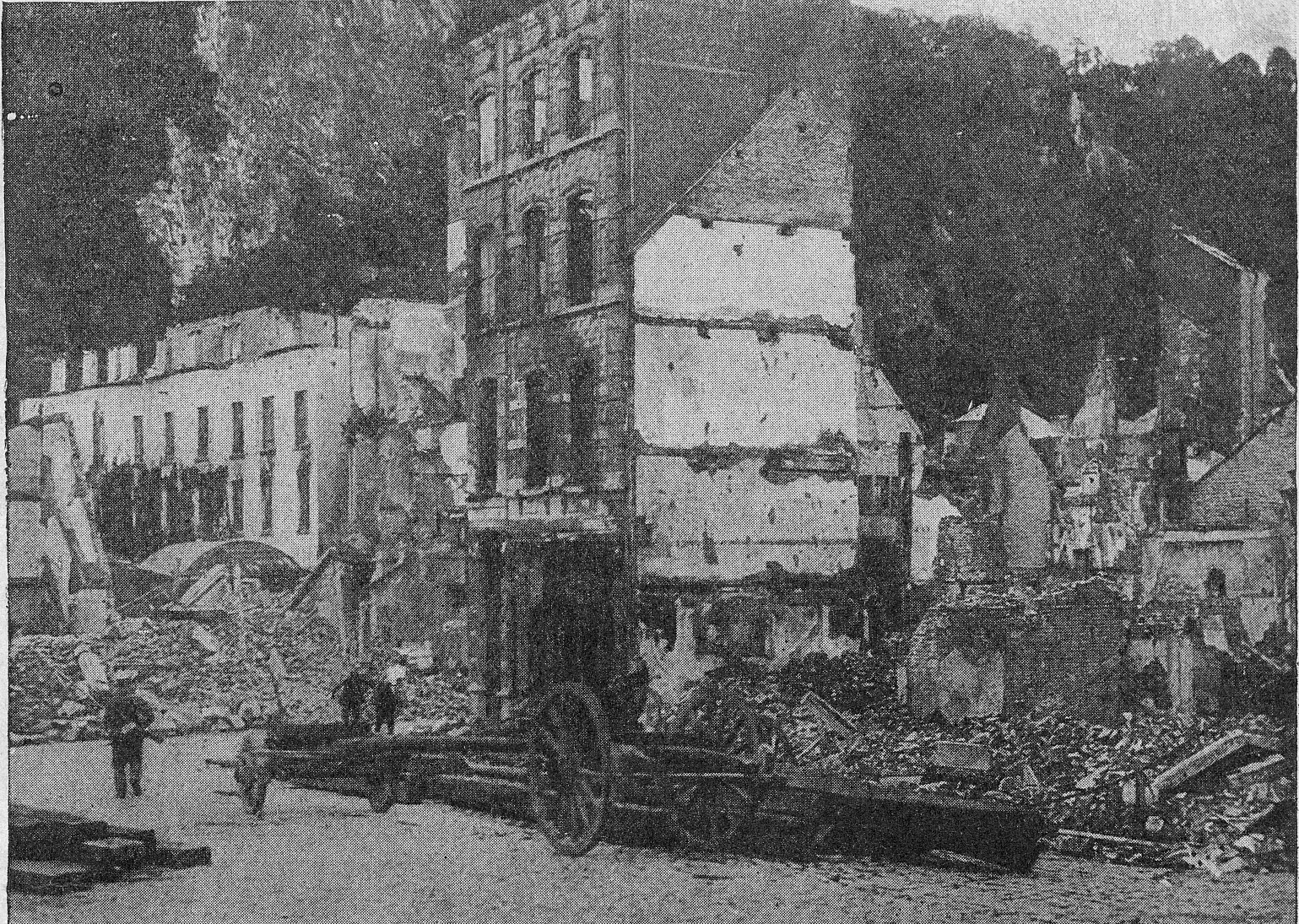
Zerstörte Häuser in Dinant, 1915

Am 23. August 1914 verübten deutsche Truppen in Belgien das Massaker von Dinant und töteten dabei 674 Zivilisten. Zugleich wurden rund 1100 bis 1300 der 1800 Häuser der Stadt zerstört. Das Vorgehen der deutschen Truppen zu Beginn des Ersten Weltkriegs erfolgte im Zuge ihres Marsches durch das zuvor neutrale Nachbarland.
Von August bis Oktober 1914 kamen in Belgien 5521 Zivilisten durch Hinrichtungen und zielgerichtete Zerstörungen von Ortschaften ums Leben, das Massaker von Dinant war der größte dieser Gewaltausbrüche deutscher Soldaten gegen Zivilisten. Die deutschen Offiziere und Soldaten rechtfertigten ihre Taten mit vermeintlichen Angriffen von Zivilisten beziehungsweise Freischärlern (Franctireurs), die Belgier bestritten derartige Angriffe vehement.
Im historischen Bewusstsein der Deutschen ist das Massaker kaum präsent. Sofern an die Gewaltausbrüche deutscher Truppen gegen belgische Zivilisten zu Beginn des Ersten Weltkriegs erinnert wird, stehen die Ereignisse von Dinant im Schatten der Gewalttaten in Löwen. Im englischen Sprachraum trug dieses deutsche Kriegsverbrechen mit zur Entstehung und Verbreitung des Propagandabegriffes Rape of Belgium (Schändung Belgiens) bei.
Ein Denkmal in der Innenstadt erinnert an das Schicksal der Getöteten von Dinant. 2001 bat die Bundesrepublik Deutschland bei den Nachkommen der damaligen Opfer um Entschuldigung.

## Kontext

### Feldzugsplanung im Westen
Der Schlieffen-Plan von 1905 sah als strategisches Konzept des Generalstabs der preußischen Armee vor, einen langwierigen Zweifrontenkrieg Deutschlands gegen Frankreich und Russland zu vermeiden. Gemäß diesem Plan sollte Frankreich in wenigen Wochen besiegt werden, um die militärischen Kräfte anschließend gegen Russland ins Feld zu führen und es zu bezwingen.
Seit den 1830er Jahren war die Neutralität Belgiens vertraglich festgelegt und durch die europäischen Großmächte garantiert. Der modifizierte Schlieffenplan sah jedoch vor, diese Neutralität zu missachten, um bei einem Kriegsausbruch die französischen Armeen mit einer großen Schwenkbewegung im Norden zu umgehen und anschließend von hinten zu stellen. Die deutschen Militärplaner erwarteten keinen nachhaltigen Widerstand der Belgier gegen die mit dem Plan verbundene Invasion und Besetzung ihres Landes.

### Franctireurs

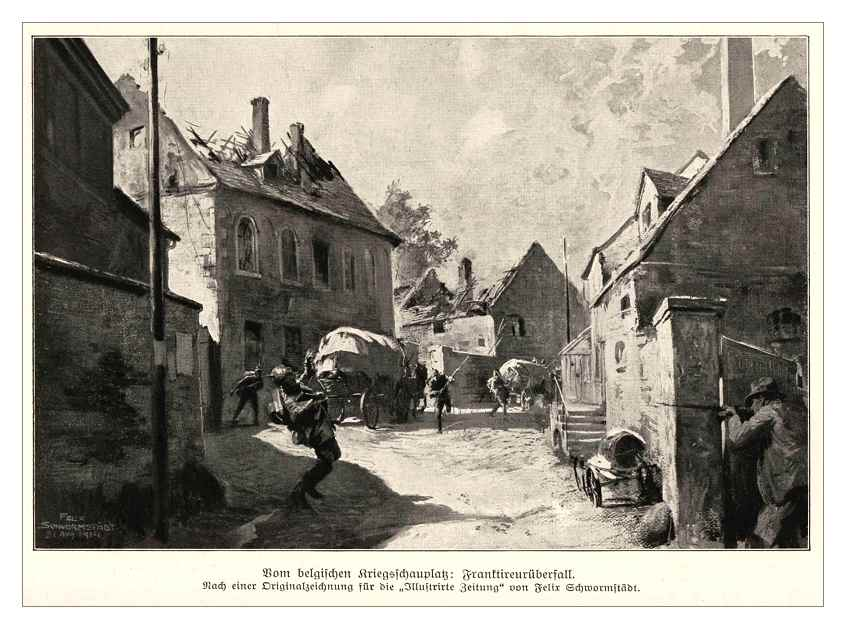
Feldpostkarte mit Zeichnung eines angeblichen Franktireurüberfalls: Vom belgischen Kriegsschauplatz: Franktireurüberfall. Nach einer Originalzeichnung für die Illustrirte Zeitung [vom 21. August 1914] von Felix Schwormstädt

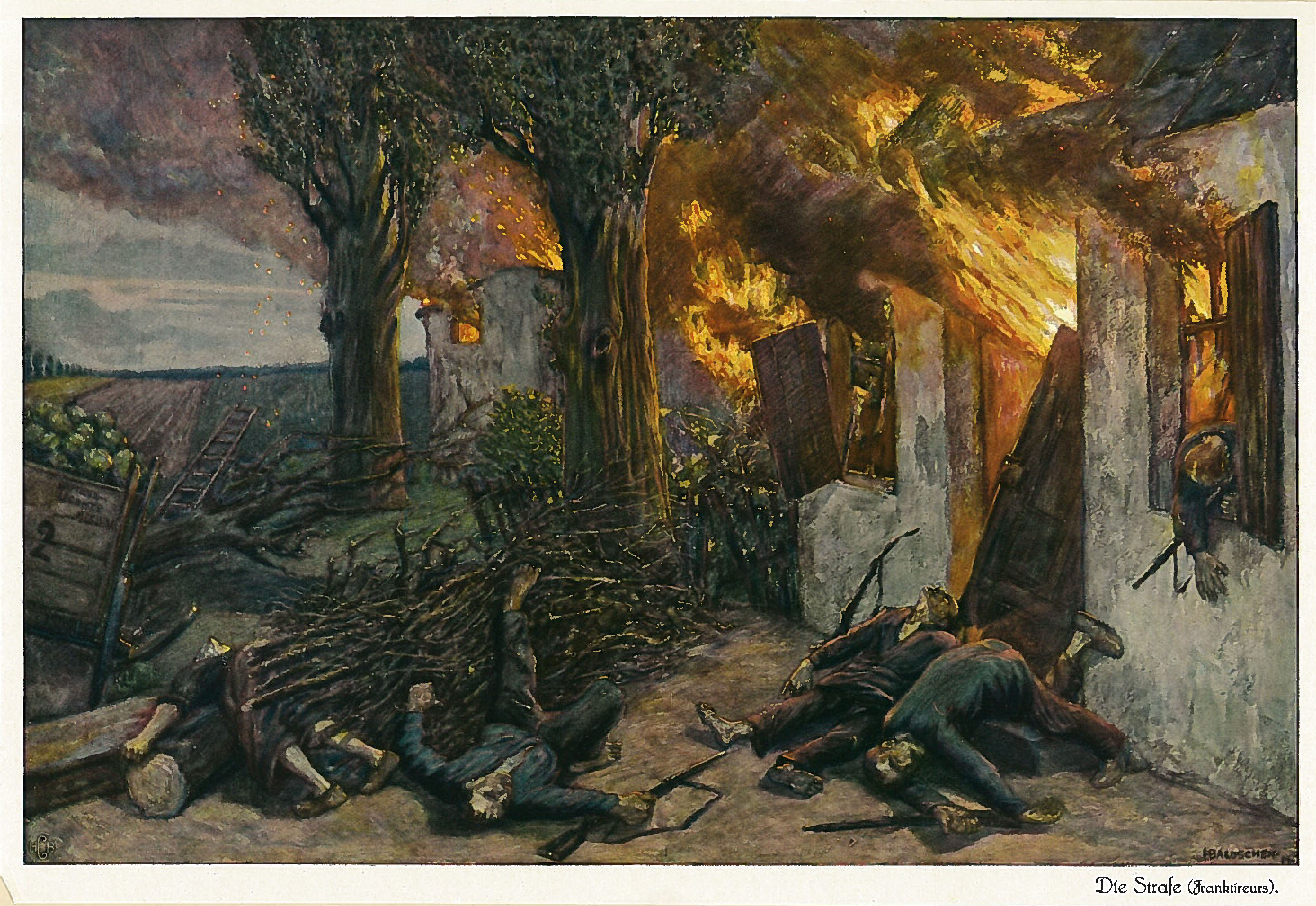
Deutsches Propagandagemälde von Hans Baluschek: Die Strafe (Franktireurs), veröffentlicht 1915

Viele Soldaten der deutschen Armeen marschierten in Frankreich und Belgien mit der Erwartung ein, nicht nur gegen reguläre Truppen kämpfen zu müssen, sondern auch gegen Zivilisten, die sie getarnt oder als Heckenschützen aus dem Hinterhalt angreifen würden. Diese Erwartung ging zurück auf Erfahrungen mit sogenannten Francs-tireurs im Deutsch-Französischen Krieg von 1870–1871. Die Erinnerungen daran wurden in Militärkreisen vielfach überliefert. Bereits vor Kriegsbeginn und vor Überschreiten der Landesgrenzen wurden die Truppen auf diese mögliche Gefahr eingestellt – „deutsche Offiziere rechneten aufgrund ihrer Ausbildung in einem kommenden Krieg fest mit einem Widerstand der Zivilbevölkerung und betrachteten diesen als ein Verbrechen“.
Innerhalb der ersten Wochen des Weltkrieges verbreiteten sich ungeprüfte Nachrichten über derartige Vorfälle rasch innerhalb der Armee und in der deutschen Presse. Briefe von Soldaten an Angehörige und Bekannte berichteten vielfach von der Beschießung deutscher Truppen durch belgische Zivilisten. Auch Harry Graf Kessler glaubte, die Belgier würden einen Volkskrieg führen:
„Furchtbar ist es aber, dass man so viele Zivilisten immer wieder bestrafen muss, weil sie auf unsere Leute feuern; dass ganze Ortschaften verbrannt und zerstört werden. Das giebt (sic!) grauenhafte, erschütternde Bilder und Erlebnisse.“
Bereits am 9. August 1914 verurteilten Kaiser Wilhelm II. und Karl von Bülow, Oberbefehlshaber der 2. Armee, den angeblichen Volkskrieg der Belgier gegen die deutschen Truppen.
Grundsätzlich sah die Haager Landkriegsordnung einen verbesserten Schutz von Zivilisten vor. Die Führung des deutschen Militärs war allerdings nicht gewillt, das in die Anweisungen für ihre Offiziere aufzunehmen. In der „Felddienstordnung“ von 1908 fehlte jeder Verweis auf die internationale Vereinbarung. Stattdessen wurden besondere Vorsichtsmaßnahmen gegen eventuelle Überfälle aus der Zivilbevölkerung gefordert. Dazu gehörten Strafandrohungen gegen Einwohner, Geiselnahmen oder Offenhalten der Hauseingänge. Obgleich die Landkriegsordnung der Bevölkerung sehr wohl ein Widerstandsrecht einräumte, leugnete die Felddienstordnung dieses Recht faktisch. Ausbilder von Offizieren wiesen offen darauf hin, dass die deutsche Auffassung bestimmten Regelungen der Haager Landkriegsordnung widerspreche, dieser Auffassung aber Vorrang zu geben sei, denn sonst werde dem „Franktireurkrieg Tür und Tor geöffnet“.

### Einmarsch in Belgien
Mit seinem Ultimatum an Belgien verlangte das Deutsche Reich am 2. August 1914 freien Durchzug für seine Truppen. Belgien erblickte darin einen Angriff auf seine Neutralität, Unabhängigkeit und Existenz. König Albert wies das Ultimatum am 3. August ab. In der Nacht zum 4. August überschritten deutsche Truppen die Grenze und drangen auf belgisches Staatsgebiet vor. Binnen weniger Wochen wuchs die Zahl der deutschen Soldaten, die sich in Belgien befanden oder es durchquerten, auf eine Million Mann an, eine Invasionsarmee von bislang beispiellosem Ausmaß.

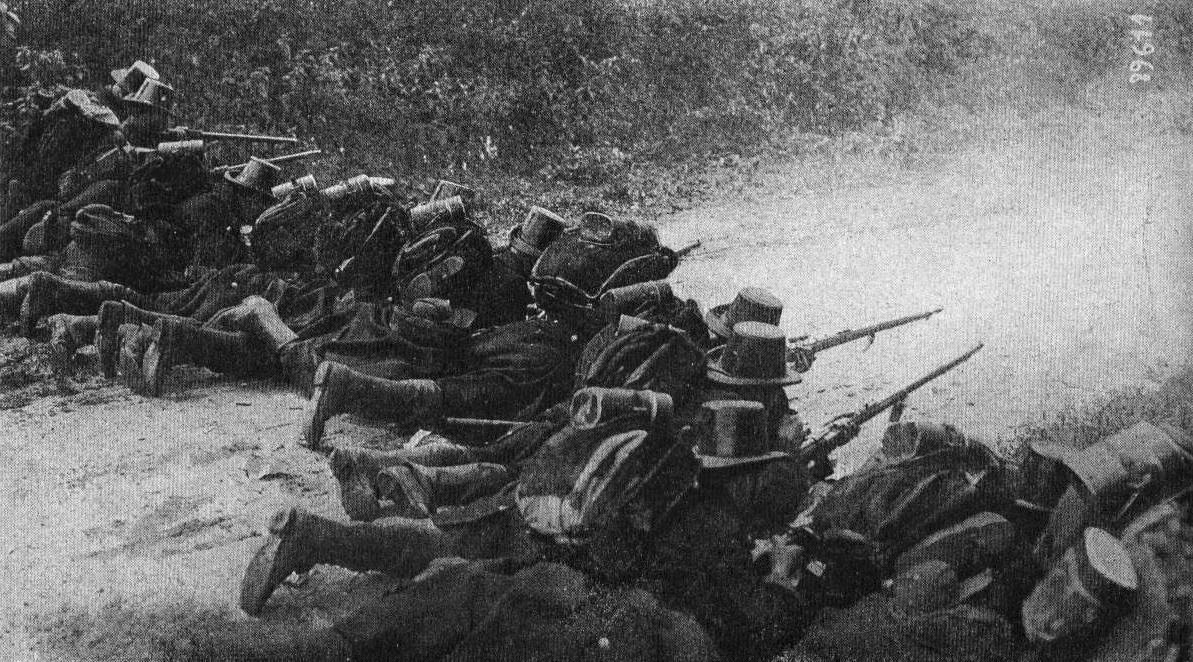
Schützenlinie belgischer Infanterie bei Herstal, nordöstlich von Lüttich

Trotz ihrer deutlichen numerischen Unterlegenheit leistete die belgische Armee in einem Ausmaß Widerstand, das die Invasoren überraschte. Sie konnte die Besetzung des Landes zwar nicht verhindern, verzögerte jedoch die Durchführung der deutschen Feldzugspläne. Die Schlacht um Lüttich (4. bis 16. August 1914) entwickelte sich zum ersten Kristallisationspunkt der belgischen Gegenwehr. Auch wenn diese Schlacht den deutschen Durchmarsch nicht verhinderte, hatte sie doch eine immense Bedeutung – sowohl für die Belgier als auch für ihre Gegner. Den Belgiern wurde deutlich, dass ihre Festungsbauten – der Festungsring Lüttich galt als uneinnehmbar – keinen ausreichenden Schutz vor Zerstörung durch modernstes Kriegsgerät wie der „Dicken Bertha“ boten. Viele deutsche Soldaten und Offiziere bestritten die Legitimität des Widerstandes der belgischen Armee. Verärgerung und Wut über diesen Widerstand sowie die Vorstellung von allgegenwärtigen Franctireurs führten zur Verteufelung der Bevölkerung Belgiens.

### Zerstörungen und Tötungen von Zivilisten
Während des wochenlangen Bewegungskrieges in Belgien verübten deutsche Soldaten in vielen Orten Gewalttaten gegen Zivilisten. Insgesamt 484 solcher Zwischenfälle mit zusammen 5521 Toten standen in direktem Zusammenhang mit militärischen Kampfhandlungen oder mit Panikreaktionen deutscher Soldaten (unter anderem als Folge von Eigenbeschuss). Vielfach waren solche Gewaltausbrüche Vergeltungsmaßnahmen für erlittene Rückschläge, Verluste oder vermeintliche Franctireur-Angriffe. Die Zivilisten kamen bei Einzel- und Massenerschießungen, als menschliche Schutzschilde, als Geiseln oder im Zuge von Vertreibungen, Deportationen und Brandstiftungen um.
Zu Ausschreitungen mit jeweils mehr als 100 Todesopfern kam es in Soumagne (5. August, 118 Tote), Mélen (8. August, 108 Tote), Aarschot (19. August, 156 Tote), Andenne (20. August, 262 Tote), Tamines (22. August, 383 Tote), Ethe (23. August, 218 Tote), Dinant (23. August, 674 Tote), Löwen (25. August, 248 Tote) und Arlon (26. August, 133 Tote). Fast immer wurden Häuser zerstört, oft durch vorsätzliche Brandstiftung. Im Zuge der Ausschreitungen mit mehr als 100 Toten wurden zusammen 4433 Gebäude zerstört. „Während dieser ersten Kriegswochen führte das deutsche Oberkommando ein Terrorregime gegen die Zivilbevölkerung“, urteilt die belgische Historikerin Laurence van Ypersele.

## Massaker und Zerstörung des Ortes

### Erste Gefechte in Dinant

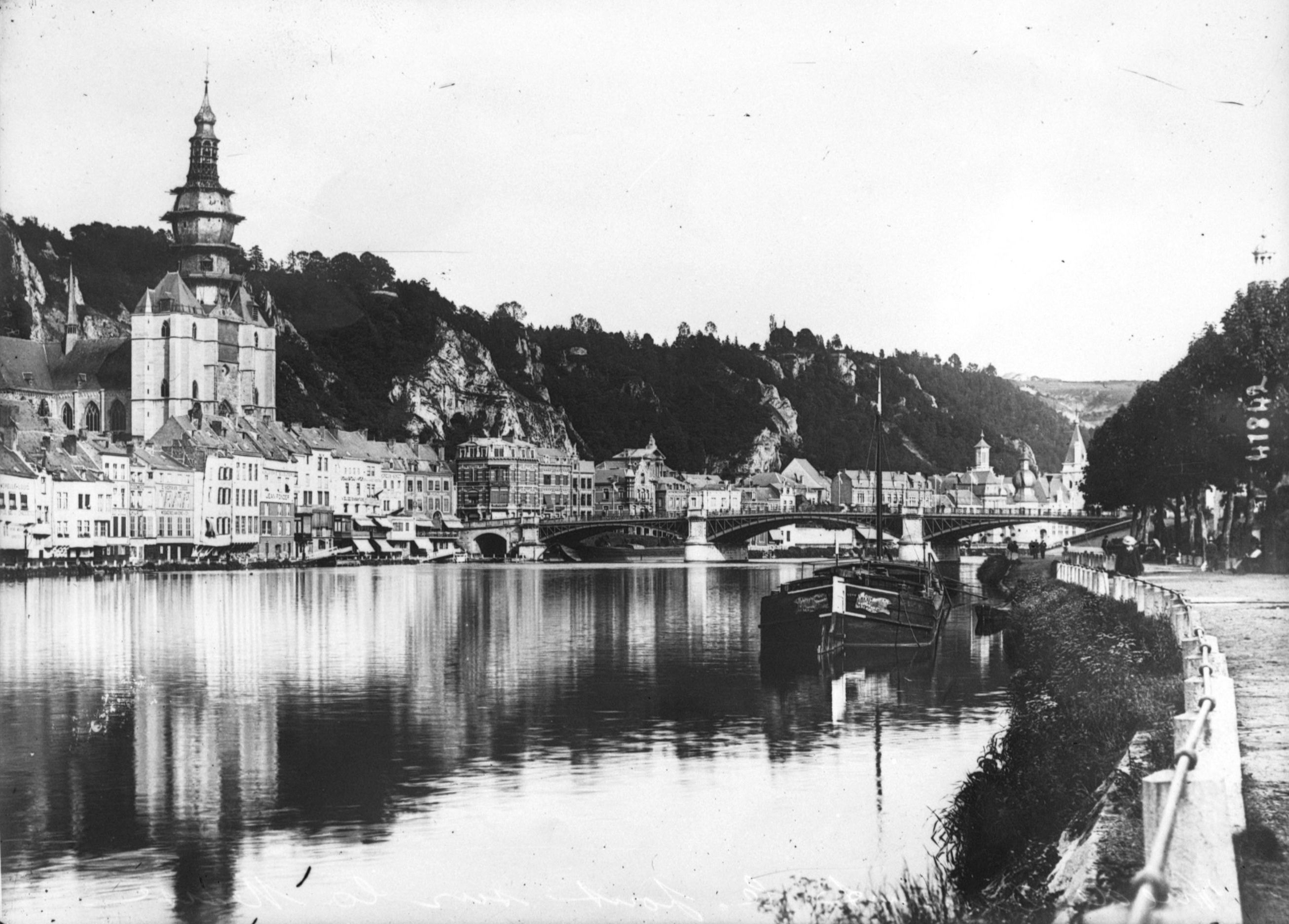
Dinant vor der Zerstörung, 1914

Dinant zählte im August 1914 rund 7000 Einwohner. Damit war sie die zweitgrößte Stadt der Provinz Namur. Der Ort liegt an der Maas, etwa 30 Kilometer südlich der Provinzhauptstadt Namur (wo Maas und Sambre zusammenfließen), und nur 20 Kilometer von der französischen Grenze bei Givet entfernt. Die Ortschaft war für die Überquerung der Maas strategisch bedeutsam. Der Fluss fließt hier in nördlicher Richtung, quer zur damaligen Marschroute der Deutschen. Oft nur wenige hundert Meter breit, erstreckte sich die Stadt auf rund vier Kilometern Länge am Ostufer des Flusses. Nach Osten begrenzten sie steile Felswände; das der Stadt gegenüberliegende Westufer war an vielen Stellen mit Hecken und Wäldern bewachsen.
Wie viele seiner belgischen Amtskollegen forderte der Bürgermeister Dinants Anfang August 1914 die Einwohner öffentlich auf, sich nicht an militärischen Auseinandersetzungen zu beteiligen sowie Waffen und Munition bei der Polizei abzugeben. Auch Versammlungen und Demonstrationen zur Unterstützung der belgischen Armee und der Alliierten verbot er vorsorglich.

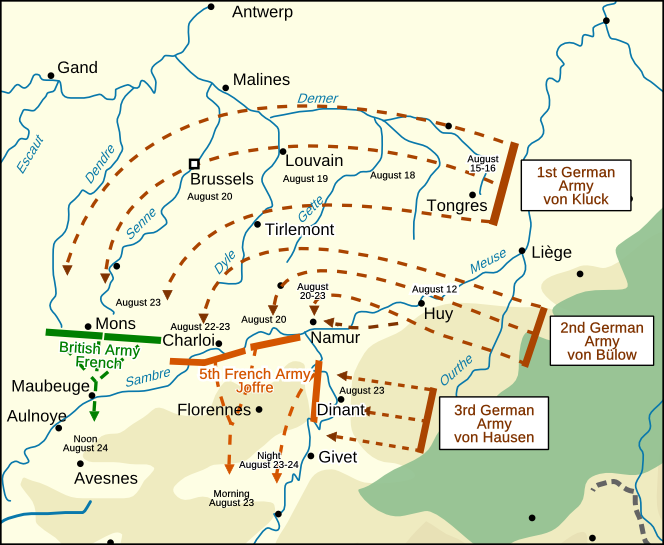
Deutscher Vormarsch durch Belgien und Situation um den 20. August 1914

Die französische 5. Armee unter Charles Lanrezac hatte, nachdem der zahlenmäßig bedeutsame deutsche Einmarsch in Belgien offensichtlich geworden war, Erlaubnis erhalten, auf belgisches Territorium vorzumarschieren, wo sie im Raum des Sambre-Maas-Dreiecks Stellungen bezog. Der Maas-Übergang bei Dinant wurde von Truppen des französischen I. Korps unter Louis Félix Marie Franchet d’Espèrey verteidigt.
Die deutsche 3. Armee stand unter dem Befehl von Max von Hausen. In dem Verband war die mobile sächsische Armee zusammengefasst. Die 3. Armee hatte den Befehl, die Provinz Namur in Richtung Westen zu durchqueren und Übergänge über die Maas zu erkämpfen. Auf nennenswerten Widerstand stieß sie zunächst nicht. Am 15. August 1914 versuchte eine Vorhut, die strategisch bedeutsame Brücke in Dinant zu erobern und zu sichern. Sie wurde von französischen Truppen, die die Stadt verteidigten, zurückgeschlagen. In diesem Gefecht zog sich Charles de Gaulle, der im Rang eines Leutnants zu den französischen Einheiten gehörte, eine Verwundung zu. Die spezifische Akustik des Geländes, insbesondere die Echos, die von den Felswänden zurückgeworfen wurden, sowie der Umstand, dass die Einwohner Dinants den Erfolg der französischen Soldaten lebhaft begrüßten, mag bei den sächsischen Truppen den Eindruck hervorgerufen haben, dass belgische Zivilisten gemeinsam mit den französischen Soldaten gegen sie kämpften.
Ein zweiter Zwischenfall ereignete sich im Zuge der am 21. August begonnenen Schlacht an der Sambre in der Nacht zum 22. August 1914. Ein motorisierter Trupp Pioniere und Schützen drang, die Straße von Ciney nutzend, in Dinant ein. Er tötete sieben Zivilisten und zündete mit Fackeln 15 bis 20 Häuser an. Sein Vorstoß basierte auf einem ehrgeizigen Befehl: „Das Batln. setzt sich […] in den Besitz von Dinant, […] vertreibt die Besatzung und zerstört den Ort soweit als möglich.“ Kommandeur der 46. Infanterie-Brigade war Generalmajor Bernhard von Watzdorf. Der Abstieg in die Ortschaft verlief zunächst ohne Überraschungen. Innerhalb der Stadt erblickten Angehörige des Bataillons in einem Café Licht und warfen eine Handgranate hinein. Daraufhin seien die Soldaten von allen Seiten unter Feuer genommen worden. Sie boten mit ihren Fackeln ein einfaches Ziel. Das Kommando beklagte anschließend 19 Gefallene und 117 Verwundete. Es war weder in der Nacht noch in anschließenden Untersuchungen auszumachen, wer den deutschen Trupp unter Feuer genommen hatte – Zivilisten (wie von den Deutschen behauptet), französische Soldaten oder deutsche Armeeangehörige per Eigenbeschuss. Der Ausgang des Überfalls bestätigte jedoch den Eindruck, Dinant sei ein Nest von Franctireurs.

### Eroberung der Stadt

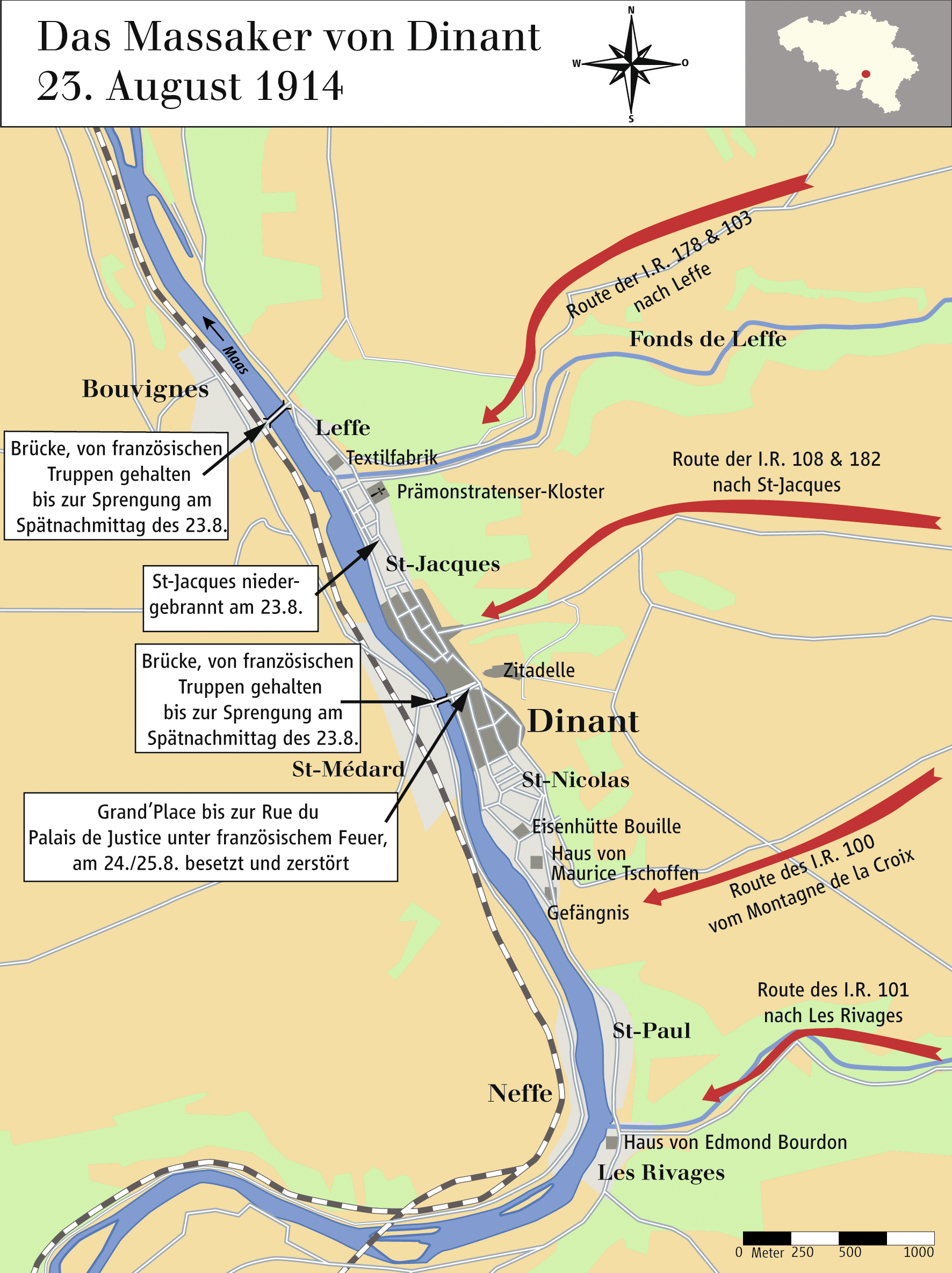

Der Hauptangriff und die Einnahme Dinants erfolgten am 23. August 1914. Ab dem Morgen rückten die sächsische 23. und zwei Regimenter der 32. Division, gedeckt durch Artilleriebeschuss, in vier großen Zügen auf Dinant und seine Vororte vor.
- Die Infanterieregimenter 103 und 178 stiegen nördlich von Dinant in Richtung Leffe und Devant-Bouvignes ab.
- Die Infanterieregimenter 108 und 182 gelangten vom Plateau östlich der Stadt direkt ins Stadtzentrum.
- Das Grenadierregiment 100 stieg vom Montagne de la Croix hinab in Richtung Saint-Nicolas.
- Im Süden bewegte sich das Grenadierregiment 101 in Richtung Les Rivages.

Französische Truppen hielten sich auf dem Westufer. Sie deckten die deutschen Eroberer mit Gewehrfeuer und Artillerie ein. Am Spätnachmittag des 23. August sprengten sie die Brücke von Bouvignes sowie die Hauptbrücke zwischen Dinant und Saint-Médard. Am Abend zogen sie in Richtung französischer Grenze ab, die rund 15 Kilometer südlich liegt.

### Vorgehen im Norden Dinants
Jene deutschen Soldaten, die nach Leffe vorstießen, hatten den Befehl, das Steilufer nach Franctireurs abzusuchen und alle aufgespürten Verdächtigen zu erschießen. Auch unbewaffnete Männer sowie solche, von denen die deutschen Soldaten nicht wussten, ob sie Waffen benutzt hatten, wurden erschossen, als sie davonliefen. Männer der 3. Kompanie des 178. Infanterieregiments sollten den Ort Leffe von Freischärlern „säubern“. Trotz des Beschusses durch Franctireurs, dem das Regiment nach eigenen Aussagen ausgesetzt war, hatte es keine Toten oder Verwundeten zu beklagen. Die deutschen Soldaten drangen in Leffe von Haus zu Haus vor. Männer, die mit Waffen angetroffen wurden, richteten sie hin.
Eine Textilfabrik und ein Kloster der Prämonstratenser waren die auffälligsten Gebäude in Leffe. Im Zuge der Hausdurchsuchungen wurden viele Einwohner in die Klosterkirche verbracht. Weitere flüchteten eigenständig dorthin. Gegen 10 Uhr sonderten deutsche Soldaten 43 Männer der dort festgehaltenen Gruppe aus und erschossen sie. Den Mönchen wurde unterstellt, die Deutschen beschossen zu haben, dafür wurden sie mit einem Strafgeld von 15.000 Franc belegt. Frauen und Kinder blieben tagelang in der Klosterkirche eingesperrt.
Ein weiterer Teil der Bevölkerung Leffes hatte sich in die Kellerräume der Textilfabrik geflüchtet. Zu ihnen gehörten der Fabrikdirektor Rémy Himmer (zugleich Vize-Konsul Argentiniens), seine Angehörigen und Arbeiter aus Leffe. Sie ergaben sich gegen 17 Uhr den überraschten Deutschen. Frauen und Kinder wurden in das Kloster abgeführt, Himmer und 31 Männer füsiliert. Die Fabrik wurde niedergebrannt.

### Vorgänge im Stadtzentrum
Die Infanterieregimenter 108 und 182 bahnten sich gemeinsam mit den Artillerieregimentern 12 und 48 den Weg ins Zentrum Dinants. Sie nutzten dieselbe Straße, die der motorisierte Trupp aus Pionieren und Schützen in der Nacht zum 22. August genommen hatte. Auf ihrem Weg gerieten sie unter schweren Beschuss der französischen Truppen. Angehörige der beiden sächsischen Infanterieregimenter richteten viele Zivilisten hin, so auch 27 Männer, die in eine Bar geflüchtet waren. Ein Großteil des Innenstadtbezirks wurde niedergebrannt.
Das Infanterieregiment 100 wählte eine steile Abstiegsroute und erreichte über Saint-Nicolas den südlichen Stadtbereich. Auch diese Truppe verübte Gewalttaten gegen Zivilisten. So wurden in viele Hauskeller Handgranaten geworfen. In der Stadt überquerten die Soldaten den zentralen großen Platz, um zur Maas zu gelangen. Sie setzten dabei Zivilisten als menschliche Schutzschilde ein, um sich vor französischen Kugeln zu schützen. Zivilisten wurden zusammengetrieben. Einer der Sammelplätze war die Eisenhütte Bouille, ein weiterer das Stadtgefängnis. Am Nachmittag sonderten deutsche Soldaten 19 Zivilisten aus der Gruppe der in der Eisenhütte festgesetzten Personen aus und erschossen sie. Anschließend trieben deutsche Soldaten den Rest der Zivilisten von der Eisenhütte auf den zentralen Platz. Wenig später wurden Männer und männliche Jugendliche ausgesondert. Sie hatten sich in der Nähe des Stadtgefängnisses entlang einer Mauer, die das Grundstück des örtlichen Staatsanwalts Maurice Tschoffen zu einer Straße hin abgrenzte, aufzureihen und wurden erschossen. Bei dieser Exekution starben 137 Menschen. Die Schüsse des Erschießungskommandos verhinderten offenbar ein sich anbahnendes Massaker im unmittelbar angrenzenden Gefängnis von Dinant. Dort waren Frauen und Kinder bereits von Männern getrennt und Hinrichtungsdrohungen ausgesprochen worden. Der Lärm der Erschießungen nahe dem Gefängnis löste innerhalb der Haftanstalt Verwirrung aus und die bereits ausgesonderten Männer gelangten zu ihren Familien zurück.

### Gewalttaten im Süden der Stadt

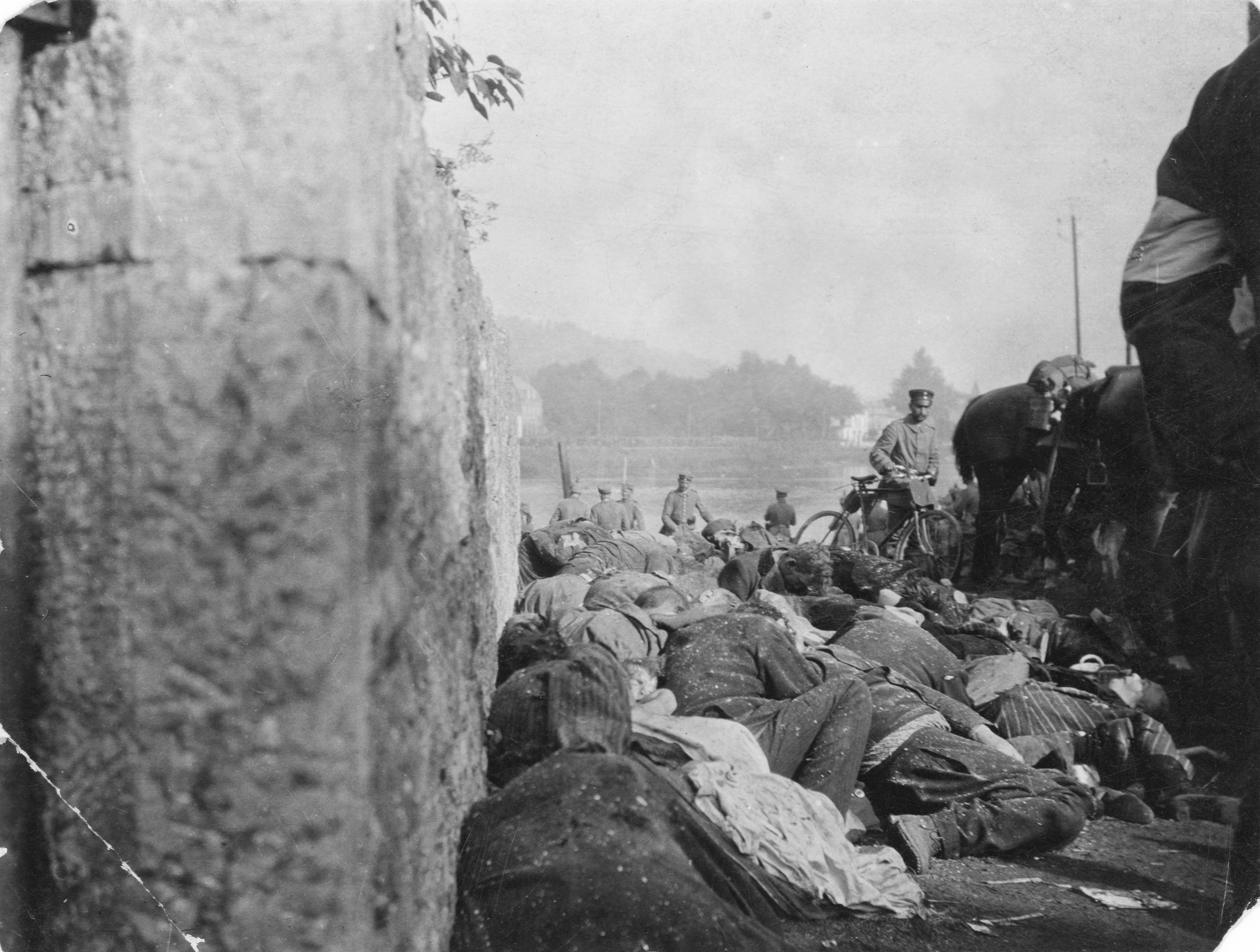
Opfer der Massenerschießung an der Mur Bourdon im Süden der Stadt

Die Angehörigen des 101. Infanterieregiments rückten zusammen mit der 3. Pionier-Kompanie auf der südlichsten Route vor. Im Vorort Les Rivages durchsuchten sie Häuser und trieben Zivilisten als Geiseln zusammen. Zudem begannen sie mit dem Bau einer Pontonbrücke über den Fluss. Nachdem rund 40 Meter dieser Behelfsbrücke fertiggestellt waren, gerieten die mit dem Bau beschäftigten deutschen Soldaten unter französisches Feuer. Die Deutschen unterstellten, Franctireurs hätten sie beschossen. Sie schickten Edmond Bourdon, einen Rechtspfleger des örtlichen Gerichts, mit einem Boot auf die Westseite des Flusses, um die angeblichen Freischärler zu warnen, dass bei weiteren Gefechten Geiseln in Les Rivages erschossen werden würden. Als Bourdon nach Les Rivages zurückruderte, wurde er von deutschen Truppenangehörigen beschossen und verletzt. Nach weiteren Schüssen von der Westseite des Flusses führten die deutschen Soldaten die angedrohte Geiselerschießung durch. Auch Bourdon selbst sowie weitere seiner Familienmitglieder gehörten zu den 77 hingerichteten Personen. Mehr als die Hälfte der Opfer waren Greise, Frauen, Kinder und Säuglinge. Die Erschießungen fanden vor dem Haus des Rechtspflegers statt. Die Hinrichtungen setzten sich auf dem Westufer der Maas fort, als das 101. Infanterieregiment dort Neffe erreichte. 86 Einwohner dieses südwestlichen Vororts von Dinant wurden getötet.

### Taten nach dem 23. August 1914
Auch in den Folgetagen bis zum 28. August verfolgten deutsche Soldaten belgische Zivilisten und erschossen mindestens 58 Personen. Bauwerke wurden systematisch niedergebrannt, auch zunächst verschonte Einrichtungen wie die Post, Bankgebäude, die Stiftskirche, das Rathaus und das Kloster. Die Stadt wurde gründlich geplündert und verwüstet. Rund 400 Personen aus Dinant und seinen Nachbardörfern wurden nach Deutschland verschleppt und blieben bis November 1914 im Kriegsgefangenenlager Niederzwehren bei Kassel inhaftiert.

### Opferbilanz
Von den Personen, die beim Massaker von Dinant ums Leben kamen, waren 92 weiblichen Geschlechts. 18 von ihnen waren älter als 60 Jahre, 16 unter 15 Jahre alt. Von den 577 Männern waren 76 älter als 60 und 22 jünger als 15 Jahre alt. Das älteste Opfer starb mit 88 Jahren, 14 Kinder waren jünger als fünf Jahre. Das Alter des jüngsten Opfers wird mit drei Wochen angegeben.

## Folgen

### Amtliche Denkschriften
Eine belgische Enquetekommission befasste sich mit Verstößen deutscher Truppen beim Einmarsch in Belgien und veröffentlichte über das Justizministerium der in Le Havre amtierenden belgischen Exilregierung eine Reihe entsprechender Berichte. In ihrer Darlegung von Januar 1915 nahm sie erstmals umfassend zu den Ereignissen von Dinant Stellung. Auch im Bryce-Report von Anfang Mai 1915, der während des Weltkrieges als Bericht über deutsche Gräuel eine erhebliche publizistische Wirkung entfaltete, sind die Gewalttaten von Dinant erwähnt.
Das Deutsche Reich reagierte am 10. Mai 1915 auf die Anschuldigungen Belgiens und der Alliierten mit der als „Weißbuch“ bekannt gewordenen Denkschrift Die völkerrechtswidrige Führung des belgischen Volkskriegs. Diese Rechtfertigungsschrift für das Handeln deutscher Truppen breitete die These von einem Volkskrieg aus, in dem Franctireurs eine wesentliche Rolle spielen. Die Geschehnisse von Dinant wurden in einem eigenen Abschnitt umfassend abgehandelt. Die mit der Erstellung des Weißbuchs befassten zivilen und militärischen Stellen trugen die Zeugenaussagen mit Hochdruck zusammen, nachdem im Winter 1914/15 Berichte über die Ereignisse von Dinant international bekannt geworden waren. Die im „Weißbuch“ wiedergegebenen Aussagen waren zu erheblichen Teilen manipuliert und geschönt, widersprechende Zeugenaussagen wurden nicht zum Abdruck zugelassen.
Die Enquetekommission der belgischen Regierung antwortete auf das Weißbuch mit der Erstellung eines „Graubuchs“. In dieser rund 500 Seiten umfassenden Publikation, die im April 1916 herauskam, wurde zunächst die deutsche These eines belgischen Volkskriegs entkräftet. In seinen Anhängen setzte sich das Graubuch anschließend mit den deutschen Beschreibungen verschiedener Tatorte und Gewalttaten auseinander, unter anderem mit der Massenerschießung von Dinant. Vor allem Aussagen belgischer Zivilisten und deutscher Kriegsgefangener wurden dabei genutzt. Zudem enthielt das Graubuch detaillierte Opferlisten. Kurz nach Ende des Ersten Weltkrieges fasste der deutsche Militärhistoriker Bernhard Schwertfeger vor Angehörigen des Auswärtigen Amtes die Wirkung des Graubuchs zusammen: Während das Weißbuch „unserer Sache nicht sehr nützlich“ gewesen sei, habe das belgische Graubuch mit seinen „geradezu verheerenden Angaben“ über Gräuel „in Aerschot […] in Andenne, in Löwen und vor allem in Dinant […]“ weltweit erheblich Eindruck gemacht.

### Weitere Stellungnahmen in Kriegsjahren
Neben den amtlichen Denkschriften gab es weitere publizistische Stellungnahmen zu den Ereignissen in Dinant. Adolf Köster, Redakteur des SPD-Zentralorgans Vorwärts sowie des Hamburger Echos, und Gustav Noske, SPD-Abgeordneter im Reichstag, Chefredakteur der Chemnitzer Volksstimme und Wehrexperte der Partei, verfassten 1914 eine Schrift, die den Standpunkt des deutschen Heeres teilte und keinen Zweifel daran ließ, dass Zivilisten in Belgien gegen die deutschen Truppen gekämpft hatten. Darin verteidigten sie auch Hinrichtungen von Zivilisten: „Im übrigen leugnen weder Soldaten noch Offiziere, daß nach dem bitteren Recht des Krieges in Löwen wie in Dinant Unschuldige mit den Schuldigen gelitten haben.“
Kardinal Désiré-Joseph Mercier, der sich während des Krieges als dezidierter Gegner der deutschen Besatzung hervortat, bezog den gegenteiligen Standpunkt. Er erwähnte die Hinrichtungen in Dinant und anderen belgischen Städten in seinem Hirtenbrief „Patriotisme et Endurance“, der zu Weihnachten 1914 verlesen wurde und die deutsche Sicht des Einmarsches bestritt sowie die Belgier zur Vaterlandsliebe und Standhaftigkeit aufrief. Ernest Evrard nahm 1916 in seiner mit vielen Zeichnungen illustrierten 16-seitigen Broschüre ebenfalls die belgische Sicht ein, prangerte die Taten der „Teutonen“ beziehungsweise der „Barbaren“ an und nannte die Namen der deutschen Offiziere, die seiner Ansicht nach verantwortlich waren. Maurice Tschoffen gehörte zu jenen, die von Dinant nach Kassel deportiert wurden und dort im Kriegsgefangenenlager Niederzwehren interniert waren. Der Jurist befragte bereits im Lager Zeugen der Vorgänge von Dinant. Nach seiner Rückkehr nahm er 1915 in seinem Heimatort weitere Untersuchungen vor. Sein Bericht über die Zerstörung von Dinant erschien 1917 in den Niederlanden. Ihm ging es nicht nur um die Widerlegung der These von kämpfenden belgischen Zivilisten, sondern auch um die namentliche Nennung aller Getöteten.

### Strafverfolgung
Der Friedensvertrag von Versailles sah mit seinen Strafbestimmungen (Artikel 227 bis 230) die Ahndung deutscher Kriegsverbrechen durch Strafgerichte der Alliierten vor. Am 3. beziehungsweise 7. Februar 1920 forderten die Alliierten deshalb die Auslieferung von rund 900 Personen, unter ihnen Offiziere aller Dienstgrade bis hinauf zum Feldmarschall, Unteroffiziere, einfache Soldaten und Zivilisten einschließlich des früheren Reichskanzlers Theobald von Bethmann Hollweg. Die deutsche Öffentlichkeit reagierte – angetrieben von einer Kampagne der Deutschnationalen Volkspartei, vaterländischer Vereine und hinter den Kulissen wirkender Vertreter des Reichswehrministeriums – empört. Am 17. Februar 1920 lenkten die Alliierten ein und forderten nun die Anklage der Verdächtigen in Leipzig vor dem Reichsgericht. Am 7. Mai 1920 legten sie den deutschen Stellen eine Liste mit 45 Namen vor, die als „Probeliste“ bekannt wurde – die Alliierten wollten anhand der Verfahren gegen diese Personen ermitteln, inwieweit Deutschland den völkerrechtlichen Strafvorschriften nachkommen würde. 15 Verdächtige fanden sich auf belgischen Wunsch auf dieser Liste. Unter diesen befand sich allerdings niemand, der für die Taten von Dinant verantwortlich gemacht wurde, obgleich Belgien ursprünglich 22 deutsche Militärpersonen für das Massaker von Dinant zur Rechenschaft ziehen wollte.
Belgien war rasch mit den Leipziger Prozessen unzufrieden. Ähnlich wie die Franzosen, die bis Dezember 1924 mehr als 1200 Deutsche in Abwesenheit verurteilten, verhängten belgische Gerichte Urteile in Abwesenheit. Am 9. Mai 1925 verurteilte ein belgisches Kriegsgericht in Dinant mehrere sächsische Offiziere (darunter 18  zum Tode und 7 zu zwanzigjähriger Zwangsarbeit) wegen der Taten in der belgischen Kleinstadt. Das Reichsgericht griff diese Fälle auf, wies im November/Dezember 1925 aber alle Anschuldigungen zurück. Es hielt die Franctireur-These auch im Fall Dinant aufrecht. Einer der Angeklagten war Oberst Johann Meister, im August 1914 Kommandeur des Infanterieregiments 101. Die belgische Anklage warf ihm das „systematisch unmenschliche Vorgehen seiner Truppen in der Zeit vom 19. bis zum 27. August 1914“ vor sowie den Befehl zur Exekution von Zivilisten in Les Rivages am 23. August 1914. Das Gericht in Leipzig stellte dazu fest, dass deutsche Soldaten in Dinant von Zivilisten beschossen worden seien, auch von Frauen und Kindern. Obgleich einige Zeugen ausführten, unter den hingerichteten Geiseln seien auch Frauen und Kinder gewesen, sah das deutsche Gericht keinen Grund zur Verurteilung Meisters. Es stellte fest: „Hiernach liegen keine Tatsachen vor, aus denen hervorgeht, daß die Tötung rechtswidrig erfolgt ist. Überdies ist aber auch ein Befehl des Beschuldigten zum Erschießen jener Zivilpersonen nicht erwiesen.“ Das deutsche Gericht bezog sich bei seinem Urteil auf deutsche Untersuchungen der Jahre 1915 für das Weißbuch sowie einer weiteren von 1920, die Meister entlasteten; den Befehl zu Exekutionen in Les Rivages habe nicht er, sondern einer seiner Untergebenen erteilt.

### Erinnerungskulturen: Formen und Konflikte

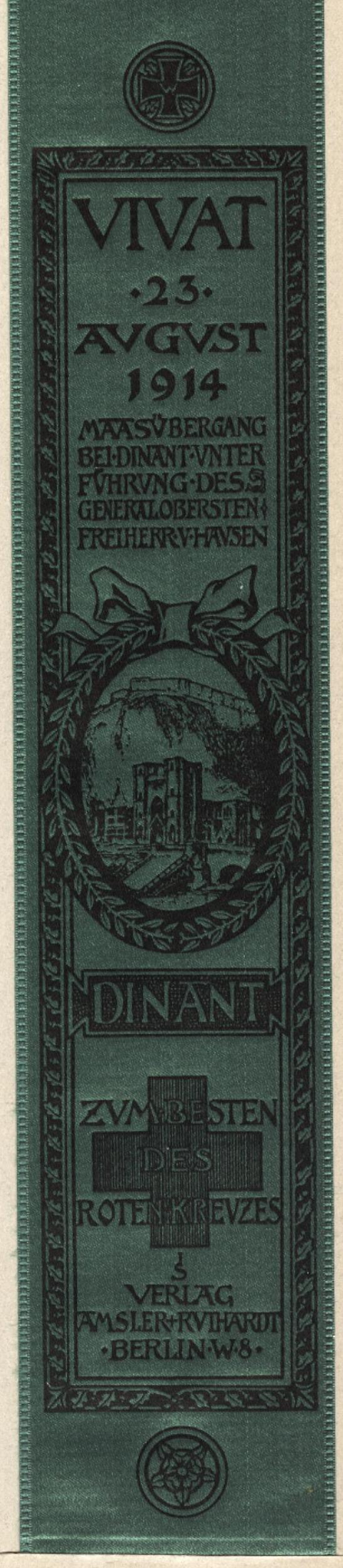
Vivatband zum Maasübergang bei Dinant. Illustration: Joseph Stattler (1914)

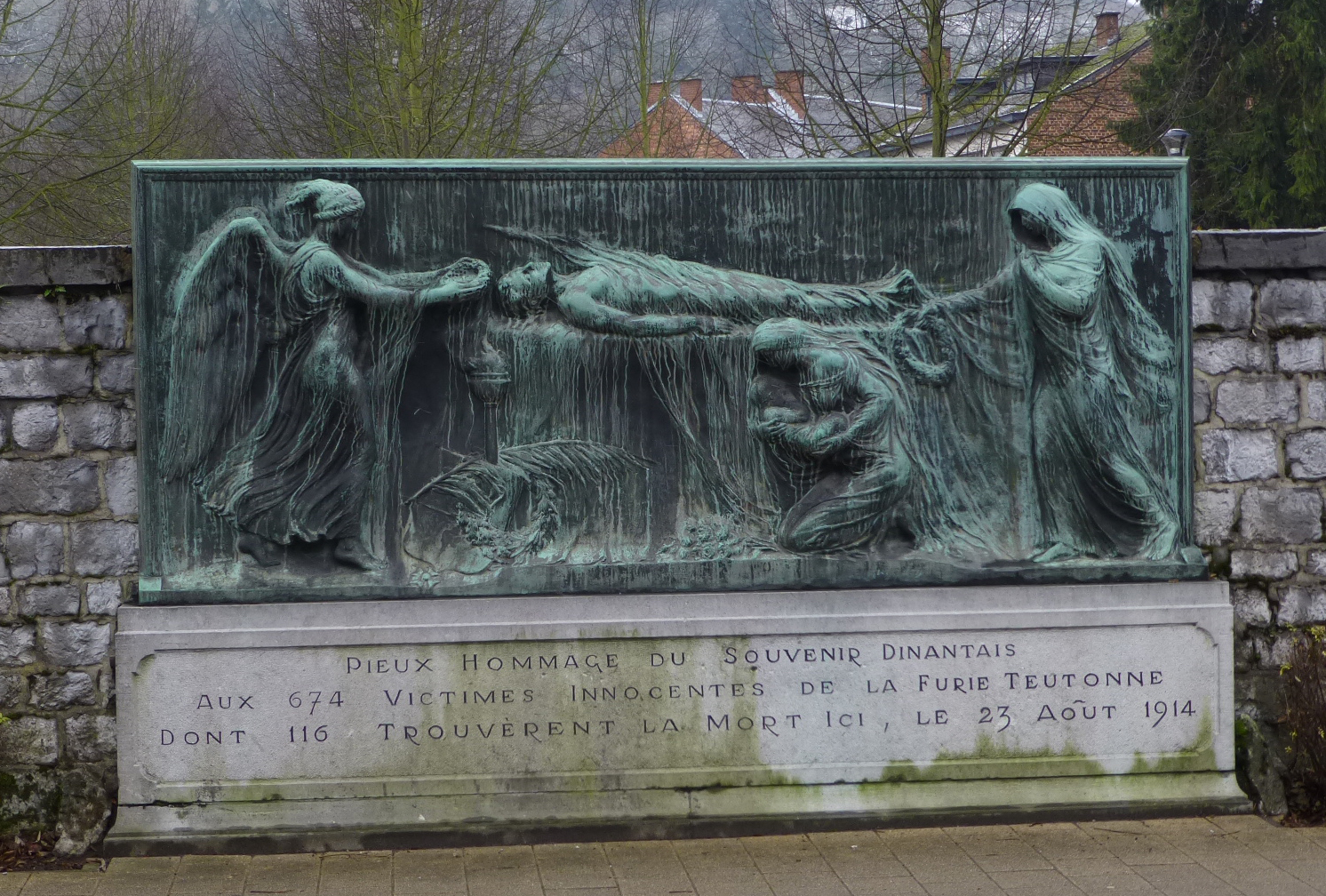
Mahnmal an der Mur Tschoffen

In Dinant etablierten sich bereits unmittelbar nach Ende des Ersten Weltkriegs öffentliche und kollektive Formen des Gedenkens. Noch im Dezember 1918 verlas der ortsansässige Jurist Edouard Gérard öffentlich im Namen des Stadtrats einen „Schwur“. Dieser verurteilte die These von den Franctireurs und forderte eine Bestrafung der Täter des Massakers. Die Zeremonie wurde zur Erinnerung an die Befreiung der Stadt durch britische und amerikanische Truppen wiederholt. Kardinal Mercier hielt am 23. August 1919, dem fünften Jahrestag des Massakers, in Dinant eine Ansprache. Er betonte, Belgien sei das am meisten geprüfte und heroischste Land der Welt, von den belgischen Städten sei Dinant in seinem Kummer die tapferste. Die Einwohner Dinants erinnerten an vielen Stellen ihres Ortes an die Hinrichtungen, es etablierte sich eine Art „Kreuzweg“, der die Exekutionsstätten miteinander verband. Einige der lokalen Erinnerungsorte bildeten Motive zeitgenössischer Ansichtskarten.
Zur volkstümlichen Erinnerungskultur und zur Propaganda militärischer Erfolge deutscher Truppen gehörten in Deutschland bereits während der Kriegsjahre sogenannte Vivatbänder. Erlöse aus den Verkäufen dieser Textilien gingen an das Deutsche Rote Kreuz. Dem Überschreiten der Maas in Dinant waren verschiedene dieser Sammelbänder gewidmet. Jeder Hinweis auf Auseinandersetzungen mit den Zivilisten fehlt, sowohl bei dem Band, das Joseph Sattler illustrierte, als auch bei einem anderen. Die Erinnerungsliteratur deutscher Offiziere präsentierte die These von den belgischen Franctireurs hingegen offen. General Max von Hausen, Befehlshaber der 3. Armee, beschrieb in seinen 1922 veröffentlichten Kriegserinnerungen den erbitterten Widerstand der Zivilisten in Dinant, an dem auch Frauen und Kinder beteiligt gewesen seien. Hausen verteidigte den Beschuss der Stadt, die Brandstiftungen, die Hinrichtungen waffentragender Zivilisten und die Geiselerschießungen. Diese Handlungen seien wegen des belgischen Volkskrieges, der sich auch in Dinant gezeigt habe, keine Verstöße gegen das Völkerrecht.
In Dinant begann die Stadtverwaltung Mitte der 1920er Jahre damit, die verschiedenen Gedenkorte nach einheitlichen Gesichtspunkten zu gestalten. Zudem wurde vor dem Rathaus ein Mahnmal für die Opfer des Krieges errichtet. Die Einweihung fand am 27. August 1927 statt. An der Zeremonie nahmen Kronprinz Leopold, Kriegsminister Charles de Broqueville und der französische Rentenminister Louis Marin teil. Veranstaltungsredner verurteilten, dass Deutschland immer noch an der Franctireur-These und der Behauptung, in Belgien habe im August 1914 ein Volkskrieg stattgefunden, festhalte. Wenige Tage später folgte die Einweihung eines Denkmals für die in den Gefechten um Dinant gefallenen französischen Soldaten. Ehrengast Marschall Pétain nannte Belgien dabei „die Vorhut des Romanentums“. Friedrich von Keller, deutscher Botschafter in Belgien, protestierte scharf gegen Inschriften, die das „teutonische Wüten“ und die „deutsche Barbarei“ anprangerten. Rechtsgerichtete und katholische Zeitungen schlossen sich in Deutschland dem Protest an und kritisierten ein Wiederauferstehen der „Gräuel-Legenden“ und „Kriegspsychosen“. Erneut wiederholten viele Zeitungen die Behauptung, in Dinant und anderen belgischen Orten hätten sich Zivilisten, unten ihnen auch Kinder, an den Kämpfen gegen die deutschen Soldaten beteiligt. Der Deutsche Reichskriegerbund „Kyffhäuser“ und der Deutsche Offizier Bund (DOB) sahen in den Feierlichkeiten von Dinant Angriffe auf die Ehre deutscher Soldaten. Insbesondere der DOB drängte die Reichsregierung, bei der belgischen Regierung zu protestieren.
1927 kam es zu einer weiteren Krise der deutsch-belgischen Beziehungen. Auslöser war die Veröffentlichung der Schrift Der belgische Volkskrieg, bereits 1924 verfasst vom Würzburger Völkerrechtler Christian Meurer. Publiziert wurde die Studie vom 3. Unterausschuss des Reichstags-Untersuchungsausschusses als 2. Band der Reihe Völkerrecht im Krieg. Die somit offizielle Schrift befasste sich mit der deutschen Invasion in Belgien und bestritt alle Anschuldigungen der Belgier gegen das deutsche Heer. Meurer argumentierte wie das deutsche Weißbuch von 1915: Belgische Zivilisten einschließlich Priester, Frauen und Kinder hätten die Invasionsarmee in großem Umfang bekämpft. Die deutsche Reaktion darauf sei rechtmäßig gewesen. Meurer hatte bereits 1914 eine apologetische Schrift vorgelegt: Er war Autor des Aufsatzes Der Volkskrieg und das Strafgericht über Löwen. Gegenmeinungen innerhalb des Unterausschusses, insbesondere die kritischen Positionen der Sozialdemokraten Paul Levi und Wilhelm Dittmann, die Zweifel an der Unschuld deutscher Truppen hegten, waren vollständig ignoriert worden. Die erste umfassende belgische Gegenschrift verfasste der Löwener Professor Fernand Mayence (1879–1959). Sie erschien 1928 und entwickelte die These, die deutschen Soldaten seien in den Anfangswochen des Krieges einer Massensuggestion zum Opfer gefallen. Die Schrift wurde ins Deutsche übersetzt und in einer Stückzahl von 15.000 Exemplaren vertrieben, 7000 davon gingen an Professoren und Gymnasiallehrer. Der sozialdemokratische Vorwärts schloss sich der Argumentation von Mayence an. Für Dinant verfassten Maurice Tschoffen und Norbert Nieuwland eine Antwort auf Meurers Gutachten. Auch sie wurde übersetzt und erreichte in Deutschland bis Juni 1930 eine Auflage von 200.000 Stück. Ihre Thesen wurden von sozialdemokratischen und pazifistischen Zeitschriften positiv aufgenommen. Das Reichspostministerium versuchte im März 1929 den Wirkungskreis der Broschüre von Tschoffen und Nieuwland einzugrenzen, indem es ein Beförderungsverbot verhängte. Daraufhin verteilten pazifistische Vereinigungen die Schrift in Eigenregie.
Der Streit um die Erinnerung erfasste Anfang der 1930er Jahre den Tourismus. Die Städte Dinant und Aerschot gingen 1932/33 gerichtlich gegen den Baedeker-Verlag vor. Dieser hatte in seinem Belgien-Reiseführer die deutsche These vom belgischen Franctireur-Krieg übernommen. Der Verlag willigte nach gerichtlichen Auseinandersetzungen ein, eine Neufassung mit einer neutralen Darstellung des Geschehens zu drucken – bis dahin blieb in Belgien der Verkauf sowohl der deutsch- als auch der englischsprachigen Version des Reiseführers verboten. Das Reichswehrministerium und das Außenamt übernahmen die Gerichtskosten des Verlags. Die Auseinandersetzung der beiden belgischen Städte mit dem deutschen Verlagshaus wurde in den Zeitungen Belgiens und Deutschlands intensiv rezipiert – mit diametralen Vorzeichen.
In der Zwischenkriegszeit bildete ein zentrales Mahnmal zum Gedenken an die zivilen belgischen Opfer den Schlussstein des Streits der Erinnerungen an die Geschehnisse von August 1914. Ein erster Entwurf von Pierre de Soete (1886–1948) sah einen 50 Meter hohen Obelisken vor. Das Mahnmal sollte ferner Teile einer Inschrift aufnehmen, die zunächst für die wiedererrichtete Bibliothek von Löwen vorgesehen war, dort aber nach heftigen internationalen Auseinandersetzungen nicht angebracht wurde, weil sie einen „Furor teutonicus“ anprangerte. Das Bekanntwerden der Pläne eines solchen Mahnmals in Dinant, die von einer Gruppe um Edouard Gérard und dem Bürgermeister von Dinant, Léon Sasserath, vorangetrieben wurden, löste erneut Spannungen zwischen Deutschland und Belgien aus. Auch innerhalb Belgiens war es wegen seiner anklagenden Inschrift umstritten. Selbst lokale Honoratioren wie Edouard Gérard und Maurice Tschoffen distanzierten sich aus Gründen der Staatsräson von diesem Projekt. Aufgrund der Auseinandersetzungen fiel das Monument schließlich kleiner aus als geplant, aber es war immer noch 25 Meter breit und 9,50 Meter hoch: In der Mitte befand sich kein Obelisk, sondern eine aus Stein gemeißelte Hand mit zwei zum Eid empor gereckten Fingern – eine Erinnerung an den öffentlichen Schwur in Dinant im Jahr 1918. Sie wurde flankiert von einer Mauer mit Geländer, das die Inschrift „Furore Teutonico“ trug. Auf den Außenpfeilern waren die Namen der belgischen Orte festgehalten, in denen es im August 1914 zu Massakern an der Zivilbevölkerung gekommen war. An der Mauer listeten Tafeln die Namen aller 674 Massakeropfer von Dinant auf. Das Mahnmal, das auf der Place d’Armes in unmittelbarer Nähe der Mur Tschoffen seinen Platz fand, wurde am 23. August 1936 eingeweiht. Würdenträger aus Politik, Klerus und Gesellschaft Belgiens und Frankreichs blieben der Veranstaltung fern, das Mahnmal galt als Störfaktor der unsicheren belgischen Neutralität in Nachbarschaft eines expansionswilligen nationalsozialistischen Deutschlands. Nach dem Einmarsch der Wehrmacht in Belgien wurde es im Mai 1940 von den Deutschen zerstört.
In der Geschichtswissenschaft der Bundesrepublik sorgte die Studie „Der Fall Löwen“ von Peter Schöller, die 1958 gleichzeitig auf Deutsch, Französisch und Flämisch erschien, für einen Wandel der Sichtweisen. Schöller analysierte die Quellen und die Entstehungsgeschichte des deutschen „Weißbuchs“ von 1915. Dabei zeigte er, dass die These vom Volkskrieg und den belgischen Franctireurs auf zahlreichen Manipulationen beruhte. Schöllers Studie fand unter deutschen und belgischen Historikern Anerkennung. Gleiches galt für die Publizistik dieser Länder. Auch Bundeskanzler Konrad Adenauer, Bundespräsident Theodor Heuss und Bundesaußenminister Heinrich von Brentano lobten das Buch. Die 70-seitige Schrift konzentrierte sich allerdings auf die Geschehnisse in Löwen, die Massaker an anderen Orten Belgiens behandelte sie nicht. Für wichtige andere Gewalttaten – unter anderem jene von Dinant – waren andere Detailuntersuchungen vorgesehen, die allerdings nicht zustande kamen. Eine Reihe von Veteranen des Ersten Weltkriegs lehnte Schöllers Studie ab und hielt an der These von den belgischen Franctireurs fest. In westdeutschen Schulbüchern der 1970er Jahre wurden die Erschießungen in Löwen als belgische Kriegspropaganda abgetan. Auch die Brockhaus Enzyklopädie behauptete in ihrer 20. Auflage (1996), der Begriff „Francs-tireurs“ bezeichne Zivilisten, die 1870/71 und 1914 in Frankreich und Belgien hinter der Front gegen die deutschen Armeen gekämpft hätten.
Um den Abriss eines Kriegerdenkmals, das „Marburger Jäger“ ehrt, die 1914 am Massaker von Dinant teilnahmen, entstand im Sommer 2014 ein Streit zwischen der Stadtverwaltung Marburgs und der „Kameradschaft Marburger Jäger“.

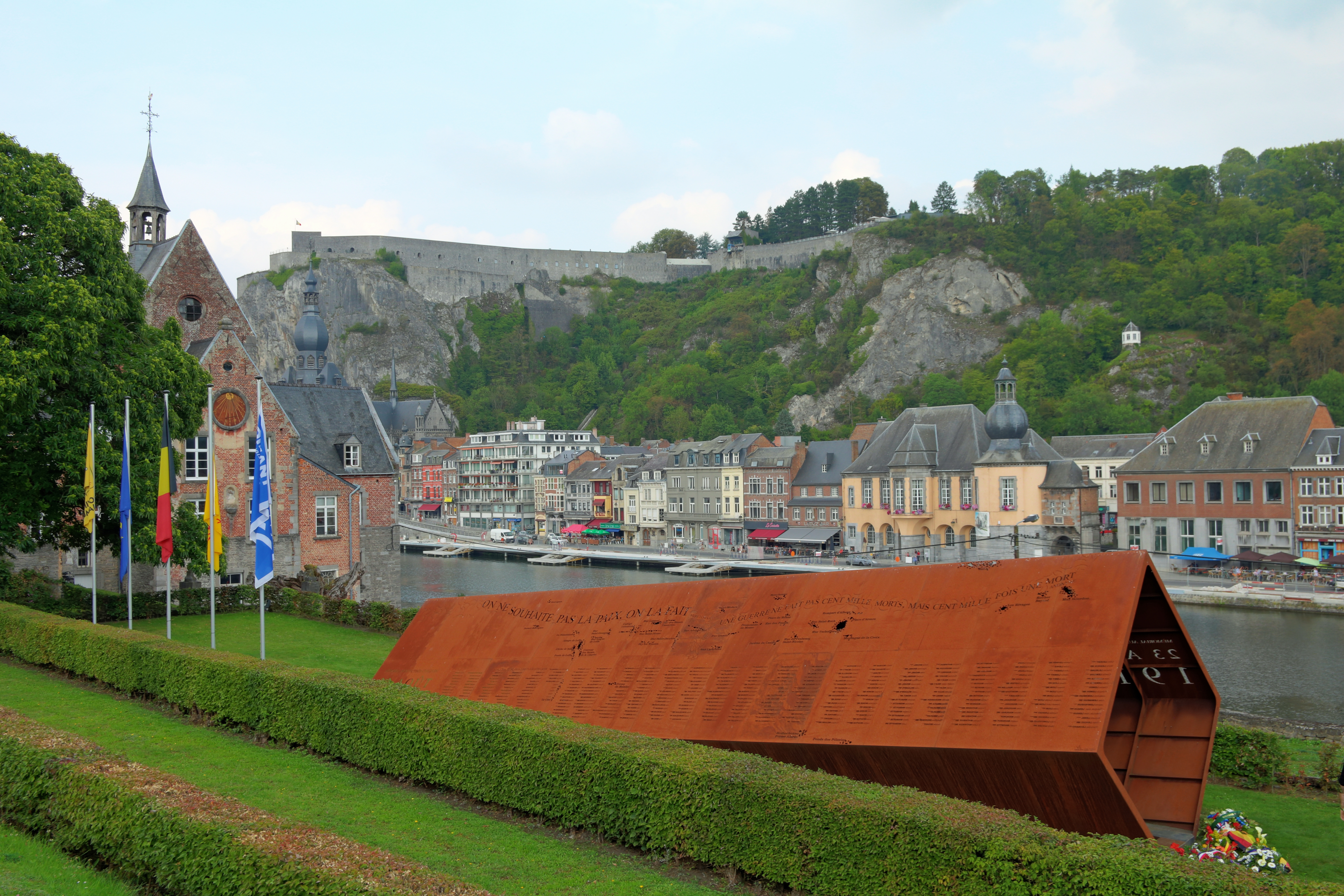
Das im Jahre 2014 neu eingeweihte Denkmal an der Avenue des Combattants

In Dinant fanden am 23. August regelmäßig Gottesdienste statt, die dem Andenken an die Opfer des Massakers gewidmet waren. Am Rathaus von Dinant erinnert ein Denkmal an die Opfer des Massakers sowie an die Opfer des Zweiten Weltkrieges, am Mur Tschoffen (Rue Daouest) befindet sich ein Mahnmal, das v. a. auf die an dieser Mauer erschossenen 116 Bürger verweist. Vereinzelt gibt es noch heute weitere Gedenkplaketten in den Straßen Dinants, so in der Rue St. Pierre. In der Zitadelle befindet sich eine ausführliche Ausstellung über die Vorgänge im August 1914.
Die Bundesrepublik Deutschland entschuldigte sich im Jahre 2001 für das Massaker, Walter Kolbow, Parlamentarischer Staatssekretär im Verteidigungsministerium, bat vor Ort um Vergebung für das von Deutschen begangene Unrecht. Am einhundertsten Jahrestag der Ereignisse fanden in Dinant Gedenkveranstaltungen statt, an denen auch der König der Belgier teilnahm. Unter anderem wurde ein weiteres Mahnmal errichtet, das auch das im Mai 1940 zerstörte ersetzen soll. Es hat die Form einer begehbaren, aus dem Boden herausragenden und quergelegten Stele. In diese Form sind die Erschießungsorte und die Namen der Opfer eingraviert. Die deutsche Bundeskanzlerin Angela Merkel hatte am 13. September 2013 vom Bürgermeister Dinants eine Einladung zu den Feierlichkeiten erhalten, die sie ausschlug.

## Künstlerische Verarbeitungen

### Bildende Kunst
Der niederländische Maler und Karikaturist Louis Raemaekers (1869–1956) hielt sich im August 1914 in Belgien auf und fertigte eine Vielzahl von Zeichnungen an, mit der er die Gewalt und Herrschaftspraxis der Deutschen in Belgien scharf anprangerte. Seine Werke erfuhren in Büchern, als Diapositive, als Ansichtskarten und als Nachdrucke in Zeitungen neutraler Ländern und Staaten, die gegen Deutschland Krieg führten, eine außerordentlich weite Verbreitung und machten den Künstler berühmt. Eine seiner Gräuel-Zeichnungen hatte den Titel The Massacre of the Innocents – eine Anspielung auf den Kindermord in Bethlehem. Es stellt dar, wie entsetzte Frauen und Mädchen, die in Dinant die Erschießung ihrer Männer mitansehen müssen, mit Gewehrkolben brutal zurückgedrängt werden. Eine weitere Zeichnung mit dem Titel Frieden regiert in Dinant zeigt im Vordergrund einen Pfeife rauchenden deutschen Soldaten in den Ruinen von Dinant. Im Hintergrund ist ein Leichenhaufen zu sehen.

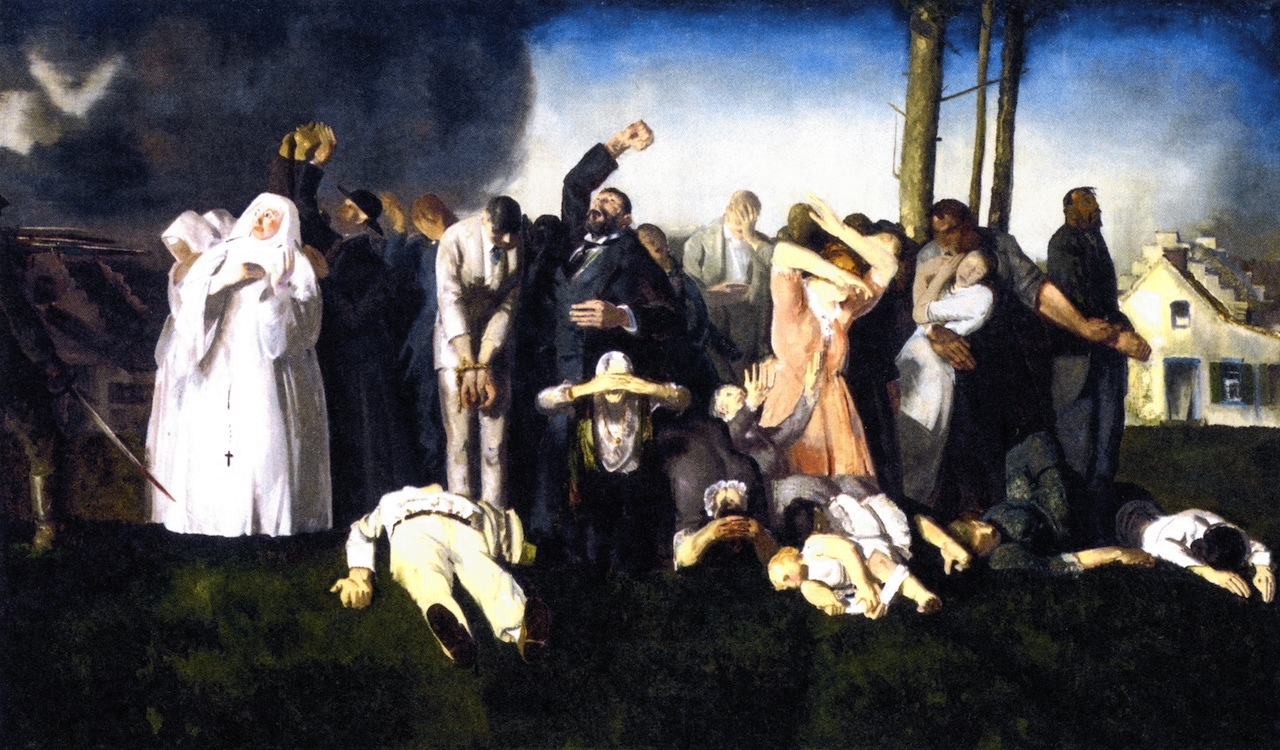
George W. Bellows: Massacre at Dinant, Ölgemälde von 1918

Der amerikanische Maler und Zeichner George Wesley Bellows thematisierte die Massenerschießungen von Zivilisten in Dinant in einer Lithografie sowie einem Ölgemälde, die er im Frühjahr des Jahres 1918 im Zuge seines Zyklus War (Krieg) schuf. Dieser behandelte Verbrechen deutscher Truppen in Belgien. Entsprechende Berichte von Brand Whitlock (1869–1934), dem amerikanischen Botschafter bei der belgischen Regierung, sowie Passagen des Bryce-Reports hatten Bellows dazu angeregt.

### Belletristik
Arnold Friedrich Vieth von Golßenau nahm als Offizier an der Eroberung von Dinant teil. Unter dem Künstlernamen Ludwig Renn verarbeitete er seine Erlebnisse in seinem Roman Krieg, der 1928 bei der Frankfurter Societäts-Druckerei erschien. Der Erzähler war nicht Augenzeuge von Franctireur-Aktivitäten. Allerdings schrieb er Schüsse auf seine Einheit belgischen Zivilisten zu und war von der Richtigkeit der Gerüchte über gewaltsame belgische Freischärler-Aktivitäten überzeugt.
Renn erläuterte in einem mehrteiligen Aufsatz, der 1929 in Die Linkskurve, dem Organ des Bundes proletarisch-revolutionärer Schriftsteller, erschien, Hintergründe der Entstehung seines Antikriegsromans. Dabei nahm er deutlich Abstand von der Franctireur-These, die auch er in seinem Roman wiederholt hatte. Er räumte ein, im August 1914 einer Sinnestäuschung erlegen zu sein. „Wir aber hatten geglaubt, von Einwohnern beschossen zu werden, und hatten massenhaft Zivilisten erschossen.“

## Erforschung

### Forschung und Erinnerung in Deutschland
Der Historiker Lothar Wieland untersuchte in seiner 1984 publizierten Dissertation die Frage des vermeintlichen Franctireurkrieges in Belgien sowie die öffentliche Meinung zu diesem Krieg in Deutschland. Es ging ihm darum, nicht nur die deutschen Stellungnahmen in Politik und Publizistik zu erfassen, einzuordnen und zu bewerten. Er untersuchte auch die belgischen Positionen zu dieser Frage, nicht zuletzt, um die in Deutschland von 1914 bis in die 1950er Jahre weit verbreitete These zum „Franctireurkrieg“ hinterfragen zu können. Die unterschiedlichen Perzeptionen des Massakers von Dinant werden dabei angesprochen, eine Beschreibung des Massakers fehlt bei Wieland allerdings.
Die von deutschen Soldaten im Ersten Weltkrieg verübten Kriegsverbrechen im besetzten Belgien sind kaum im historischen Bewusstsein der Deutschen angekommen, vielfach sind sie überlagert von den Erinnerungen an deutsche Kriegsverbrechen, Verbrechen gegen die Menschlichkeit und Völkermord im Zweiten Weltkrieg. Von den Gewaltverbrechen gegen belgische Zivilisten ist die Zerstörung Löwens am bekanntesten. Die Verwüstung dieser Universitätsstadt mit ihren Kulturschätzen und ihrer Bibliothek hat bereits in den Jahren des Ersten Weltkriegs heftige Kritik an der deutschen Kriegsführung hervorgerufen. Die Ereignisse in Dinant haben nie dieses Maß an Aufmerksamkeit erfahren, obgleich dort deutlich mehr Zivilisten getötet wurden.

### Belgische und internationale Studien
Die Historiker John N. Horne und Alan Kramer befassen sich in ihrer 2001 erschienenen Studie German atrocities, 1914. A history of denial, die seit 2004 in deutscher Übersetzung vorliegt, mit den Gräueltaten der deutschen Soldaten im besetzten Belgien des Ersten Weltkrieges. Sie gehen dabei eingehend auf das Massaker von Dinant sowie die auf die unterschiedlichen Wahrnehmungen des Geschehens in Belgien, Deutschland und weiteren Ländern ein, sowohl in den Kriegsjahren als auch anschließend. Die beiden Historiker arbeiten heraus, dass in Dinant – wie in Belgien insgesamt – kein Volkskrieg gegen die deutschen Invasoren stattfand und dass Franctireur-Aktivitäten höchstens vereinzelt vorkamen. Den deutschen Soldaten gestehen sie aber zu, angenommen zu haben, von belgischen Zivilisten angegriffen worden zu sein – die beiden Historiker gehen von einer handlungsleitenden kollektiven Wahnvorstellung der deutschen Truppen aus.
Diese Argumentation findet sich in ähnlicher Weise in einem im Jahr 2000 publizierten Aufsatz von Aurore François und Frédéric Vesentini. Die Autoren, beide Historiker an der Université catholique de Louvain, befassten sich insbesondere mit den Ursachen der Massaker von Dinant und Tamines. Zum kollektiven Volkskrieg-Wahn seien typische Charakteristika von Invasionskriegen gekommen: Entbehrungen und Leid sowie Zorn und alkoholbedingte Rauschzustände vieler Soldaten hätten zum Ausbruch von Gewalt gegen Zivilisten beigetragen, ebenso die stimulierende Wirkung von Waffenbesitz. Gehorsam gegenüber Vorgesetzten und Befehlen sowie gruppendynamische Prozesse seien ebenfalls ursächlich gewesen.
Horne und Kramer konnten sich bei ihren Erläuterungen zur Erinnerungskultur in Dinant auf eine Dissertation stützen, die der belgische Historiker Axel Tixhon 1995 zur Geschichte des Gedenkens an das Massaker verfasste.
Der in Großbritannien lehrende Historiker Jeff Lipkes bestreitet, dass die Gewalttaten in Belgien Ergebnis einer kollektiven Wahnvorstellung waren. Seine These lautet vielmehr, sie seien von den militärischen Vorgesetzten befohlen und aktiv gefördert worden. In Belgien sei bewusst eine Terrorkampagne zur Einschüchterung der Zivilbevölkerung inszeniert worden. Die Vorgänge in Belgien seien darüber hinaus ein Probelauf für die Massenverbrechen des nationalsozialistischen Deutschlands während des Zweiten Weltkriegs gewesen. Rezensenten stellten den Erklärungswert von Lipkes Thesen in Frage. Dem Massaker in Dinant und seinen Vororten widmet der Autor im Rahmen seiner 2007 veröffentlichten Studie rund 120 Seiten dichter Beschreibung, die vornehmlich auf belgischen Zeugenaussagen aus den Kriegs- und Nachkriegsjahren sowie auf Dokumenten belgischer Archive basiert. Auch die Vorgänge in Dinant vergleicht Lipkes mit Verbrechen der SS in Osteuropa.

## Anhang